# Under My Skin
Under My Skin è il secondo album in studio della cantautrice canadese Avril Lavigne, pubblicato il 21 maggio 2004 e prodotto da Don Gilmore, Raine Maida e Butch Walker.
Negli Stati Uniti d'America, l'album ha venduto 381 000 copie solo nella prima settimana dalla pubblicazione ed ha successivamente ottenuto tre dischi di platino (luglio 2004, novembre 2004, gennaio 2006); l'album ha venduto più di 20 milioni di copie in tutto il mondo.

## Descrizione
Lavigne scrisse gran parte dell'album con la cantautrice canadese Chantal Kreviazuk, con la quale aveva maturato un'amicizia nell'estate 2003. Realizzò inoltre Nobody's Home a quattro mani con Ben Moody, in precedenza membro degli Evanescence, e le tracce restanti con Evan Taubenfeld. Kreviazuk, il cui marito Raine Maida degli Our Lady Peace aveva aperto i concerti europei di Lavigne, si era presentata ad un concerto di beneficenza per il SARS tenuto a Toronto nel giugno 2003. La maggior parte dell'album è stato prodotto a Malibù (California, USA), negli studi Maida, che appartengono al marito di Chantal Kreviazuk, mentre il resto è stato registrato nelle vicinanze.
L'ultima canzone dell'album, Slipped Away, è una ballad triste e malinconica che Lavigne ha dedicato al nonno scomparso a cui era molto affezionata. La canzone Who Knows è stata cantata alle olimpiadi invernali di Torino del 2006.

## Accoglienza
David Browne da Entertainment Weekly ha affermato che nell'album "Avril Lavigne è diventata molto, molto più complicata", ribattendo che "sembra anche più affranta".
Sal Cinquemani da Slant Magazine ha affermato che le sonorità di Avril sono divenute più penetranti e oscure e l'ha paragonata a Amy Lee degli Evanescence.
Carly Carioli dalla rivista Blender ha affermato che Avril "ha reso le sue sonorità più profonde e cupe senza sacrificare le sue melodie rivestite di platino".
Kelefa Sanneh dal Rolling Stone ha esaltato le qualità canore di Avril Lavigne, "la vacuità è la caratteristica che rende i suoi pezzi più belli irresistibili". La sonorità del disco è stata paragonata a "quelle chitarre punk schricchiolanti che suonano corde estremamente vigorose, tutto mescolato allo stesso brio perfetto che ha caratterizzato il pop-punk dal momento in cui i Green Day hanno lanciato Dookie", afferma PopMatters.

## Tracce
1. Take Me Away – 2:57 (Avril Lavigne, Evan Taubenfeld)
2. Together – 3:15 (Avril Lavigne, Chantal Kreviazuk)
3. Don't Tell Me – 3:21 (Avril Lavigne, Evan Taubenfeld)
4. He Wasn't – 3:00 (Avril Lavigne, Chantal Kreviazuk)
5. How Does It Feel – 3:45 (Avril Lavigne, Chantal Kreviazuk)
6. My Happy Ending – 4:02 (Avril Lavigne, Butch Walker)
7. Nobody's Home – 3:32 (Avril Lavigne, Ben Moody)
8. Forgotten – 3:17 (Avril Lavigne, Chantal Kreviazuk)
9. Who Knows – 3:30 (Avril Lavigne, Chantal Kreviazuk)
10. Fall to Pieces – 3:28 (Avril Lavigne, Raine Maida)
11. Freak Out – 3:12 (Avril Lavigne, Matt Brann, Evan Taubenfeld)
12. Slipped Away – 3:35 (Avril Lavigne, Chantal Kreviazuk)

UK Edition bonus track
1. I Always Get What I Want – 2:32 (Avril Lavigne, Clif Magness)

Japanese Edition bonus tracks
1. I Always Get What I Want – 2:33
2. Nobody's Home (Live Acoustic) – 3:38

Special Edition bonus tracks
1. Nobody's Home (live) – 3:22
2. Take Me Away (live) – 2:56
3. He Wasn't (live) – 3:14
4. Tomorrow (live) – 3:34

Special Edition DVD
1. Under My Skin Diary – 22:00
2. Bonez Tour Documentary – 22:00
3. Don't Tell Me (video)
4. My Happy Ending (video)
5. Nobody's Home (video)
6. He Wasn't (video)

DualDisc Edition DVD side
1. Entire album in enhanced stereo
2. Behind the scenes – include i video di Don't Tell Me, My Happy Ending e Nobody's Home
3. Photogallery

## Classifiche

### Classifiche settimanali
| Classifica (2004) | Posizione massima |
| ----------------- | ----------------- |
| Argentina         | 1                 |
| Australia         | 1                 |
| Austria           | 1                 |
| Belgio (Fiandre)  | 5                 |
| Belgio (Vallonia) | 6                 |
| Canada            | 1                 |
| Danimarca         | 24                |
| Finlandia         | 14                |
| Francia           | 4                 |
| Germania          | 1                 |
| Giappone          | 1                 |
| Grecia            | 1                 |
| Irlanda           | 1                 |
| Italia            | 3                 |
| Malaysia          | 1                 |
| Norvegia          | 11                |
| Nuova Zelanda     | 7                 |
| Paesi Bassi       | 13                |
| Polonia           | 13                |
| Portogallo        | 3                 |
| Regno Unito       | 1                 |
| Repubblica Ceca   | 11                |
| Stati Uniti       | 1                 |
| Svezia            | 14                |
| Svizzera          | 2                 |
| Ungheria          | 7                 |

### Classifiche di fine anno
| Classifica (2004) | Posizione |
| ----------------- | --------- |
| Australia         | 36        |
| Austria           | 13        |
| Belgio (Fiandre)  | 51        |
| Belgio (Vallonia) | 34        |
| Francia           | 57        |
| Germania          | 14        |
| Giappone          | 8         |
| Italia            | 30        |
| Nuova Zelanda     | 48        |
| Paesi Bassi       | 80        |
| Regno Unito       | 31        |
| Stati Uniti       | 22        |
| Svezia            | 79        |
| Svizzera          | 13        |
| Ungheria          | 72        |
| Classifica (2005) | Posizione |
| Germania          | 92        |
| Italia            | 87        |
| Stati Uniti       | 68        |